# 金蓋鸚竺鯛
金蓋鸚竺鯛，又稱金盖天竺鯛、金蓋鸚天竺鯛，為輻鰭魚綱鈎頭魚目天竺鯛科鸚竺鯛屬的其中一個種。

## 分布
本魚分布於印度西太平洋區，包括馬來西亞、菲律賓、印尼、新幾內亞、澳洲、越南及索羅門群島等海域，深度2至25公尺。

## 特徵
本魚體延長而側扁，眼大，口大略下位。魚體呈白色，成魚有在頰上的橘色斑點，吻部具有一亮藍色斑紋，體側具有3條褐色細縱紋。第三條穿過眼睛 ，尾柄中央有黑色小圓斑，背鰭硬棘8枚、背鰭軟條9枚、臀鰭硬棘2枚、臀鰭軟條8枚，體長可達10公分。

## 生態
本魚棲息於水質清澈的珊瑚礁，常成群聚集在樹枝珊瑚叢中，白天躲藏於岩架下或岩洞中，夜間出來覓食，屬肉食性，以底棲甲殼類為食。繁殖期時，雄魚具有口孵習性，卵約7日化成仔魚，由雄魚吐出，具短暫的仔魚飄浮期。

## 經濟利用
不具任何經濟價值。